# Mazda 737C
Chronologie des modèles
Mazda 727C Mazda 757
La Mazda 737C, homologuée suivant la réglementation Groupe C2 de la fédération internationale du sport automobile (FISA), est un Sport-prototype qui a participé au Championnat du monde des voitures de sport ainsi qu'au Championnat du Japon de sport-prototypes. Comme la Mazda 717C et la Mazda 727C, elle a été conçu en partenariat avec la Mooncraft Co.,Ltd.

## Pilotes
- Syuuji Fujii
- Yoshimi Katayama
- David Kennedy
- Jean-Michel Martin
- Philippe Martin
- Kaneyuki Okamoto
- Masaatsu Ooya
- Tetsuji Shiratori
- Kinji Suzuki
- Yuuji Takano
- Yōjirō Terada
- Mitsuaki Tonooka
- Takashi Yorino

## Écuries
- Mazdaspeed
- Shizumatsu Racing